# رادار بي-18
رادار بي-18 أو 1RL131 Terek، يُشار إليه أيضًا بحسب تعريف الناتو Spoon Rest D، هو رادار ثنائي الأبعاد يعمل على تردد VHF تم تطويره وتشغيله من قبل الاتحاد السوفيتي السابق.

## الوصف

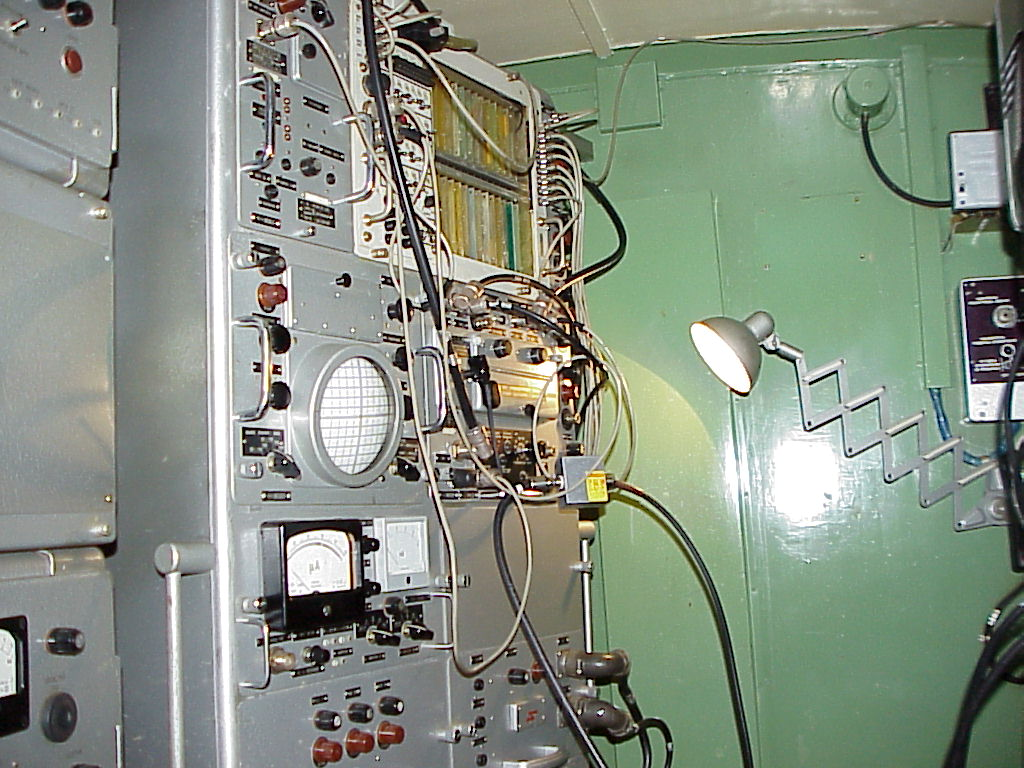
مستقبل P-18 مع MTI رقمي (أعلى اليسار)

يشترك P-18 في العديد من أوجه الشبه مع P-12NA الاقدم كما الحال مع P-12 فهو مثبت على شاسيه شاحنة Ural-4320 . يتميز P-18 بالعديد من التحسينات مقارنة بـ P-12 منها زيادة الأداء والدقة والموثوقية. تم تطوير الرادار للعمل بشكل مستقل أو كجزء من نظام القيادة والسيطرة الذي يوجه صاروخ أرض-جو والطائرات إلى أهداف معادية ، وقد وفر التصميم المركب على الشاحنة للرادار قابلية عالية للتنقل.

### في صربيا
أثناء عمليات التطوير والتحديث لمجموعة الإلكترونية لرادار P-12M ، تم تطوير مستقبل بيانات رقمي يمكن استخدامه لتحديث الرادار P-12 و P-18 بواسطة شركة إريتيل الصربية. واليوم، يتم استخدام هذه المجموعة من قبل القوات الجوية والدفاع الجوي الصربي لرادار P-12 و P-18 المحدثة. يتيح مستقبل البيانات هذا استخدام جهاز التحكم عن بعد بالرادار باستخدام كبل بصري على مسافات من 100 إلى 500 متر.

## المشغلين

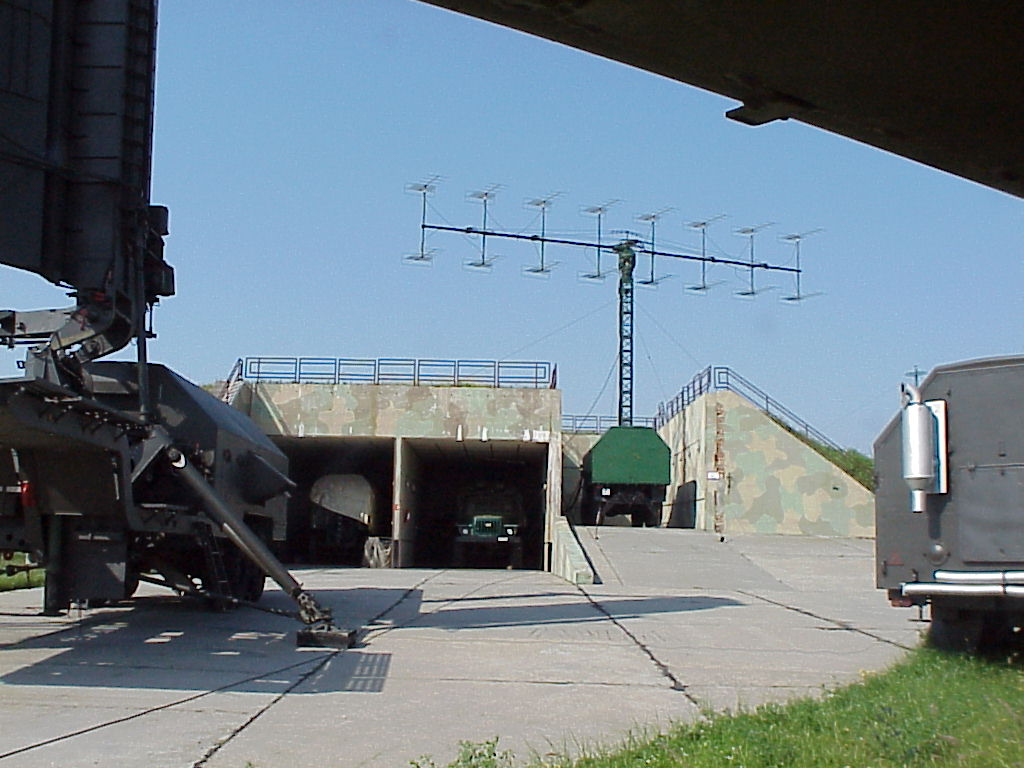
رادار P-18 في المجر

- الاتحاد السوفيتي – انتقلت إلى الدول الوارثة.
- أفغانستان –تم تأكيد نشاطه في قاعدة باغرام الجوية في أبريل 1992. بعد أن اجتاح مجاهدو الجمعية الإسلامية بقيادة أحمد شاه مسعود القاعدة ، ربما استمر تشغيل الرادار لبعض الوقت. في النهاية تم تدميره خلال الحرب الأهلية في التسعينيات.
- الجزائر
- ميانمار
- بلغاريا
- جورجيا
- المجر – عُرض خلال معرض كيسكميت 2007 الجوي والعسكري,[4] تمت ترقيته بواسطة اتش ام أرزنال من عام 2000.[5]
- كازاخستان – تمت ترقيته بواسطة ايروتكنيكا ام ال تي.[6]
- كوريا الشمالية
- جمهورية التشيك – تم استخدامه بواسطة تمرين الناتو الأول "وحيد القرن الطائر" 1999
- بولندا –المعروفة باسم "لورا" محليًا.[7]
- رومانيا[8]
- فنلندا – تعرف باسم "رادار تحديد الهدف 2" ، وتستخدم للمدفعية المضادة للطائرات وكذلك بطاريات سام 3 التي عفا عليها الزمن الآن.[9]
- صربيا
- سوريا
- كوبا
- مصر[10]
- فيتنام[11]
- أوكرانيا - P-18 "ملاخي";
- تركمانستان
- فنزويلا P-18M.
- الهند تم استبدال P-18M برادارات أخرى مثل Rohini.

## التاريخ القتالي
خدم P-18 في العديد من النزاعات في الشرق الأوسط وأوروبا وآسيا. إحدى السمات غير تقليدية للرادار P-18 هي قدرتها على رصد تقنية التخفي . نظرًا لأن الرادار يستخدم موجة VHF بطول متر، فإن ميزات التشكيل والمواد الماصة للرادار المستخدمة في الطائرات الشبحية تقل كفائتها ، مما يسمح للرادارات القائمة على VHF باكتشاف الأهداف على نطاق أكبر من الرادار ذات الموجة السنتيمترية أو المليمترية التي تم تحسين الطائرات الشبحية ضدها. يُعتقد أن وجود رادار P-18 في يوغوسلافيا أثناء حرب كوسوفو قد ساهم في خسارة طائرة أمريكية من طراز إف - 117 نايت هوك أثناء القتال.

## روابط خارجية
- نيرت